# کواد
کواد (انگلیسی: Quad) شرکت بازاریابی آمریکایی است، که در سال ۱۹۷۱ تأسیس شد.